# Autotransport Šibenik
Autotransport d.d. Šibenik šibenski je javni prijevoz osnovan 1951. godine koji obavlja usluge gradskog, županijskog, međužupanijskog i međudržavnog prijevoza. Trenutno je pod vlasništvom Čazmatransa.

## Povijest Autotransporta
Tadašnji vlasnik Grad Šibenik donio je 19. veljače 2015. godine donio je kriterije po kojima se utvrđiuje pravo na besplatan i subvencioniran javni prijevoz. 
Pritom su donesena dva uvjeta prava na besplatan prijevoz: 
- socijalni
- prihodovni.

Prema socijalnom kriteriju, besplatan prijevoz autobusima Autotransporta po prvi puta ostvarivaruju korisnici koji imaju pravu na zajamčenu minimalnu naknadu, stopostotni invalidi te roditelji, djeca i udovice poginulih branitelja Domovinskog rata.
Čazmatrans je 24. svibnja 2016. postao novi vlasnik šibenskog Autotransporta koji je krenuo u rekonstruktuiranje tvrtke.

## Gradske i međugradske linije
Gradske linije:[nedostaje izvor]
Linija br. 1 Njivice - Vidici - Njivice
Linija br. 2 Meterize - tržnica - Meterize
Linija br. 3 Šubićevac - tržnica - Šubićevac
Linija br. 4 Njivice - Ražine - Njivice i Ražine - tržnica - Ražine
Linija br. 5 Brodarica - tržnica - Brodarica
Linija br. 6 Autobusni kolodvor - Solaris - Zablaće - Solaris - Autobusni kolodvor
Linija br. 7 Mandalina - Bilice - Mandalina

## Vanjske poveznice
- Čazmatrans grupa Hrvatska tehnička enciklopedija, portal hrvatske tehničke baštine. LZMK